# Facundo Nicolás Simioli
Facundo Nicolás Simioli (San Luis, Argentina, 7 de abril de 1988) es un futbolista argentino. Juega como defensor y su primer equipo fue Deportivo La Punta. Actualmente se desempeña en Estudiantes de San Luis del Torneo Federal A.

## Trayectoria
A los 15 años una prueba lo puso en Vélez Sarsfield, tras un año en el club de Liniers, quedó libre y pasó una temporada a Renato Cesarini; luego San Lorenzo de Almagro hasta los 22 años donde nunca debutó en Primera División.
Volvió a San Luis y jugó en Dep. La Punta, en la liga local. Después a Pacífico de General Alvear en el Torneo del Interior y de ahí a El Salvador, al club Santa Tecla, donde estuvo dos años y medio. Regresó al país para competir en Fénix, en el ascenso; se fue a Guatemala ocho meses, volvió a El Salvador y luego regresó a Fénix.
En 2018 regresa a San Luis para jugar el Torneo Federal A con Sportivo Estudiantes.

## Clubes
Actualizado el 20 de agosto de 2020.
| Club                       | País        | Año           | PJ  | Goles |
| -------------------------- | ----------- | ------------- | --- | ----- |
| Dep. La Punta (San Luis)   | Argentina   | 2010-2011     | ?   | ?     |
| Pacífico de General Alvear | Argentina   | 2012          | ?   | ?     |
| Santa Tecla                | El Salvador | 2012-2014     | 83  | 14    |
| Club Atlético Fénix        | Argentina   | 2015          | 34  | 1     |
| Universidad SC             | Guatemala   | 2016          | 29  | 1     |
| Club Deportivo FAS         | El Salvador | 2017          | 14  | 0     |
| Club Atlético Fénix        | Argentina   | 2017-2018     | 21  | 0     |
| Estudiantes de San Luis    | Argentina   | 2018-presente | 32  | 0     |
| Total                      |             |               | 213 | 16    |